# Armee Jugoslawiens
Die Armee Jugoslawiens (serbisch Војска Југославије Vojska Jugoslavije, kurz ВЈ/VJ) waren die Streitkräfte der von 1992 bis 2003 bestehenden Bundesrepublik Jugoslawien. Sie beteiligte sich an den Jugoslawienkriegen. Angehörige der VJ verübten Kriegsverbrechen sowie ethnische Säuberungen an der bosniakischen und albanischen Zivilbevölkerung.

## Geschichte
Die Armee Jugoslawiens entstand während der Jugoslawienkriege am 20. Mai 1992 als Nachfolger der umstrukturierten und umbenannten Jugoslawischen Volksarmee, die damit formal nicht mehr an den Kriegen teilnahm.
Während des Bosnienkriegs verließ die Jugoslawische Volksarmee aufgrund einer Resolution des UN-Sicherheitsrats am 19. Mai 1992 offiziell Bosnien und Herzegowina, wobei ein großer Teil blieb und die Armee der Republika Srpska (VRS) bildete. So zogen etwa 14.000 Mann der Jugoslawischen Volksarmee aus Bosnien ab während aus den verbliebenen etwa 80.000 Mann die Armee der Republika Srpska gebildet wurde. Die Armee Jugoslawiens unterstützte die Armee der Republika Srpska weiter logistisch und auch aktiv im Kampf, so z. B. mit dem in Ostbosnien stationierten Armeekorps von Užice und der in Niš stationierten 63. Fallschirmjägerbrigade. De facto blieb die Armee der Republika Srpska ein Teil der Armee Jugoslawiens.
Im Jahr 2002 wurden unter Präsident Vojislav Kostunica die Kommandostrukturen der jugoslawischen Streitkräfte aufgelöst und die drei Armeebezirke in Korps umorganisiert. Damit sollte die Zahl der Truppenbefehlshaber mit General- und Admiralgrad um ein Drittel gesenkt werden.
Nach Umwandlung der Bundesrepublik Jugoslawien in den Staatenbund Serbien und Montenegro im Jahr 2003 wurden die Armee Jugoslawiens zu den Streitkräften von Serbien und Montenegro. Nach dem Unabhängigkeitsreferendum von Montenegro und der Auflösung des Staatenbundes Serbien und Montenegro, entstanden aus diesen wiederum die 2006 gegründeten Streitkräfte Serbiens bzw. Streitkräfte Montenegros.